# Skillebyholm

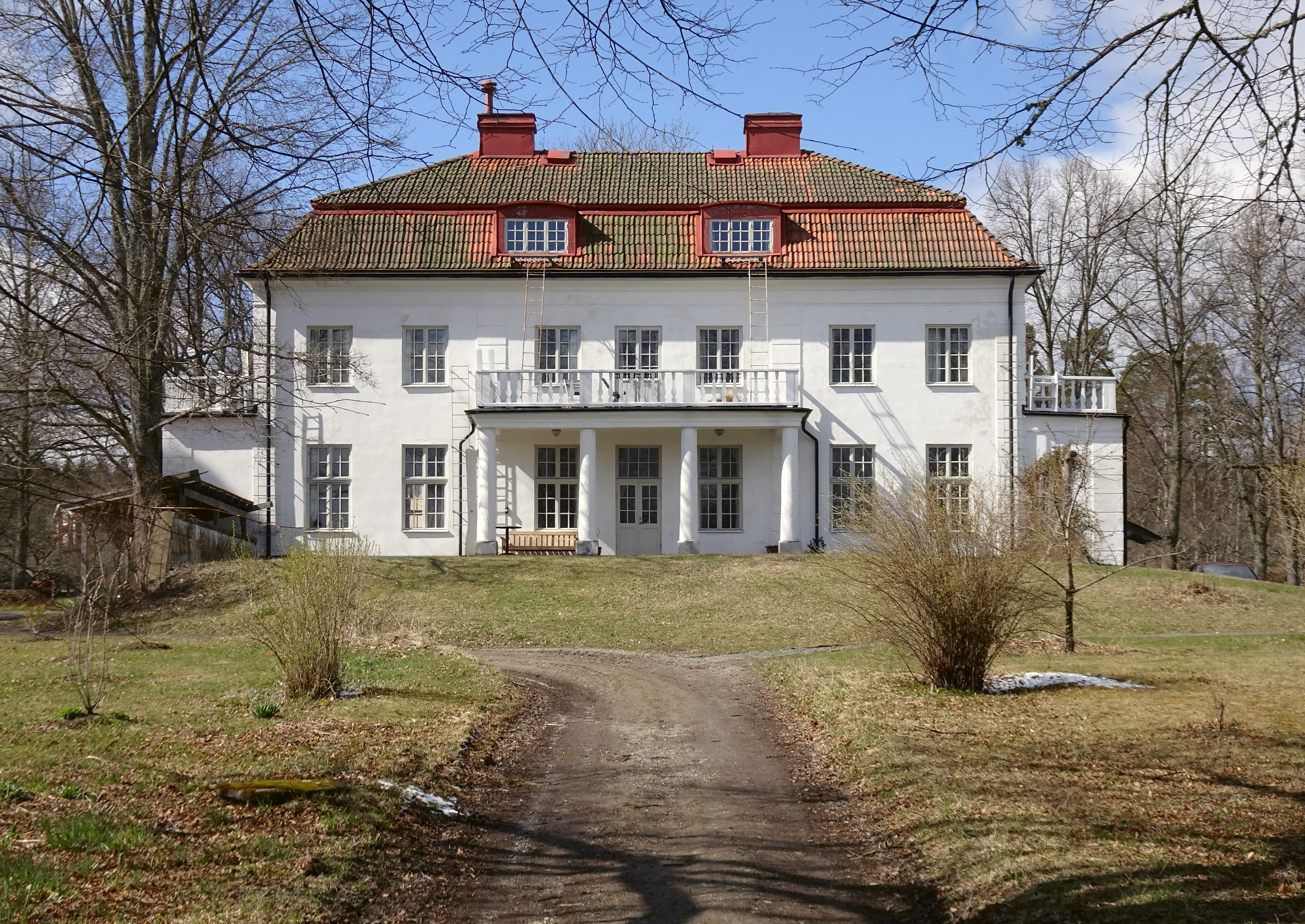
Skillebyholm, huvudbyggnad, 2017.

Skillebyholm är en herrgård belägen nära orten Skilleby i Hölö socken i Södertälje kommun. Huvudbyggnaden uppfördes 1915. Sedan år 1974 finns här en antroposofisk stiftelse, som bedriver biodynamisk odling och håller kurser och konferenser. Enligt kommunen utgör ”den sammanhållna kärnmiljön ett stort kulturhistoriskt värde”.

## Historik

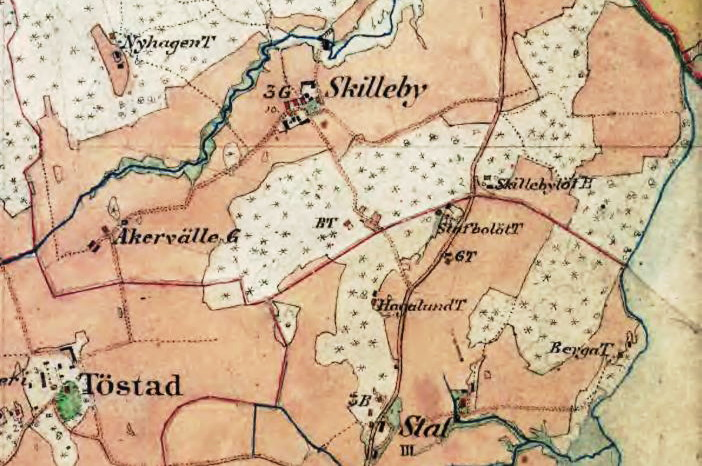
Området på 1880-talet.

Under tidigt 1900-tal avstyckades Skillebyholm från Mellangården i Skilleby. Egendomen, som sträcker sig ner till Stavbofjärden, förvärvades av en läkare som 1915 lät uppföra nuvarande huvudbyggnaden för sig och sin familj. Totalt omfattar gården 53 hektar åker, trädgård, hagmark och skog.
Huvudbyggnaden kallades ”Vita huset”, och dess formgivning påminner om den klassiska herrgårdsarkitekturen från 1800-talets andra hälft. Byggnaden gestaltades i nyklassicism med vit putsade fasader som delas upp av pilastrar. Mot entrésidan märks en tympanon. Entréns portal inramas av två kolonner. Mot gårdssidan dominerar en stor altan som bärs upp av fyra kolonner. Yttertaket är av typ säteritak och täckt av rött lertegel. Uppvärmningen skedde till en början med kakelugnar, senare med centralvärme. Kring mangårdsbyggnaden anordnades park, en flygel, arbetarbostäder och ekonomibyggnader. Meningen var att bedriva jordbruk och pensionatsrörelse, men ekonomin höll inte.

## Skillebyholm idag
År 1920 köptes Skillebyholm av direktör Carl Gustaf Lundgren som startade en handelsträdgård. 1974 såldes egendomen till den antroposofiska Stiftelsen Skillebyholm. Då fanns grönsaksodling till husbehov och viss torgförsäljning till allmänheten. Gården hade tre växthus, över 200 fruktträd och ett stort antal bärbuskar samt kor, grisar och höns.
Stiftelsens avsikt var att Skillebyholm skulle bli utbildningsplats för biodynamisk odling och den första trädgårdsmästarutbildningen började 1974 i huvudbyggnaden. År 1993 startade en gårdsbutik och år 2000 tillkom byggnaden för restaurangen.

## Bilder

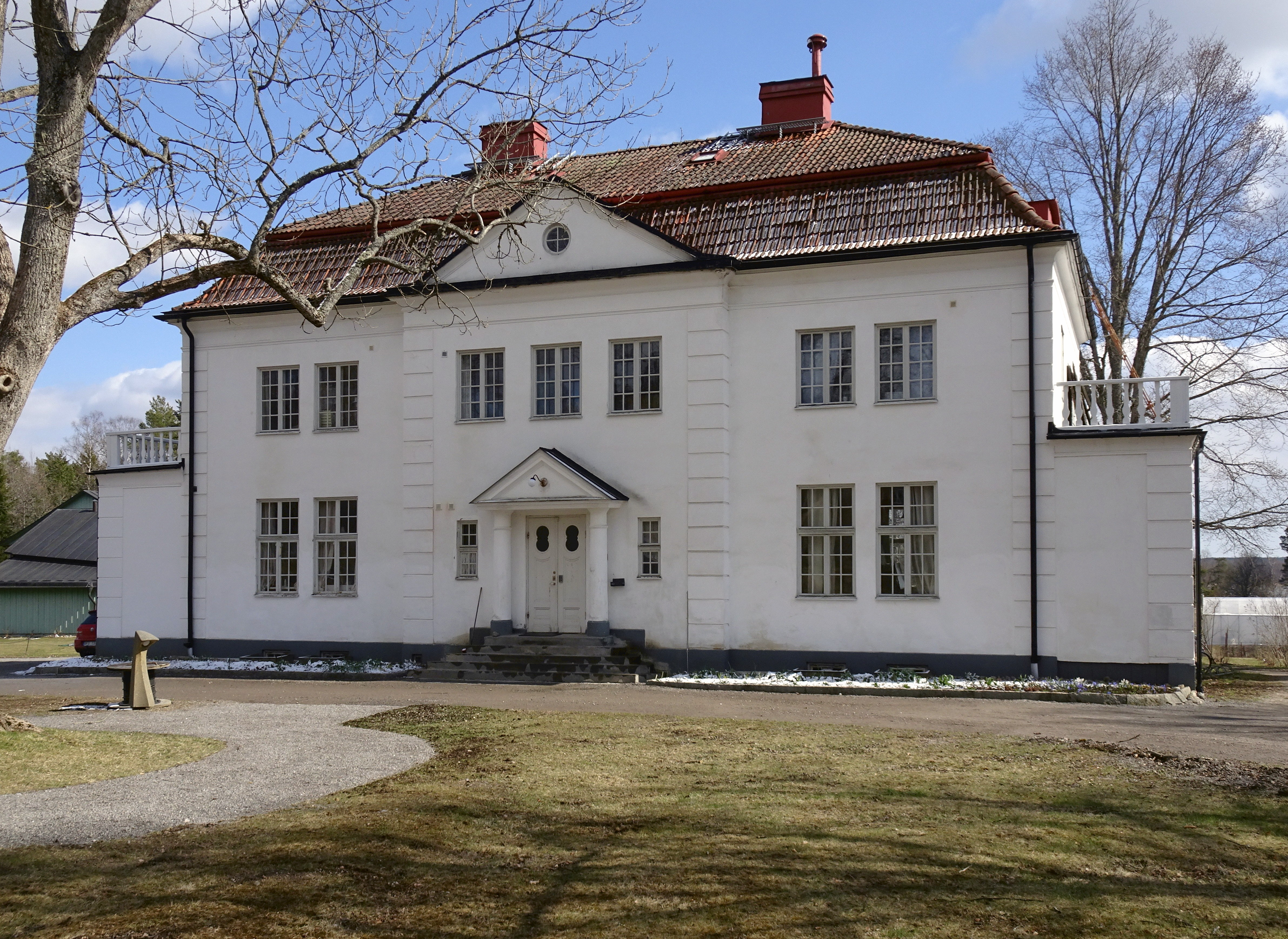
Huvudbyggnaden
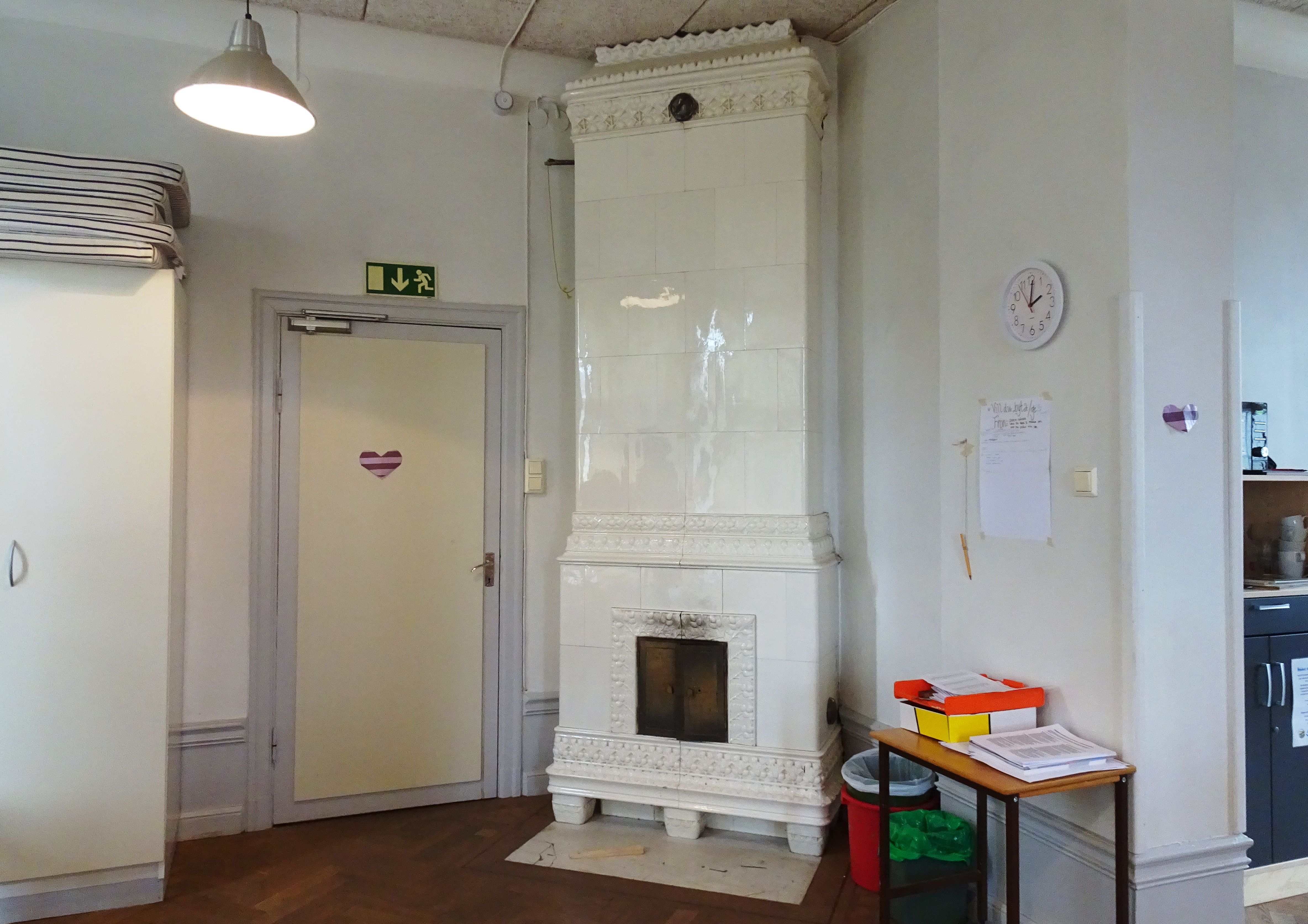
Interiör med ursprunglig kakelugn.
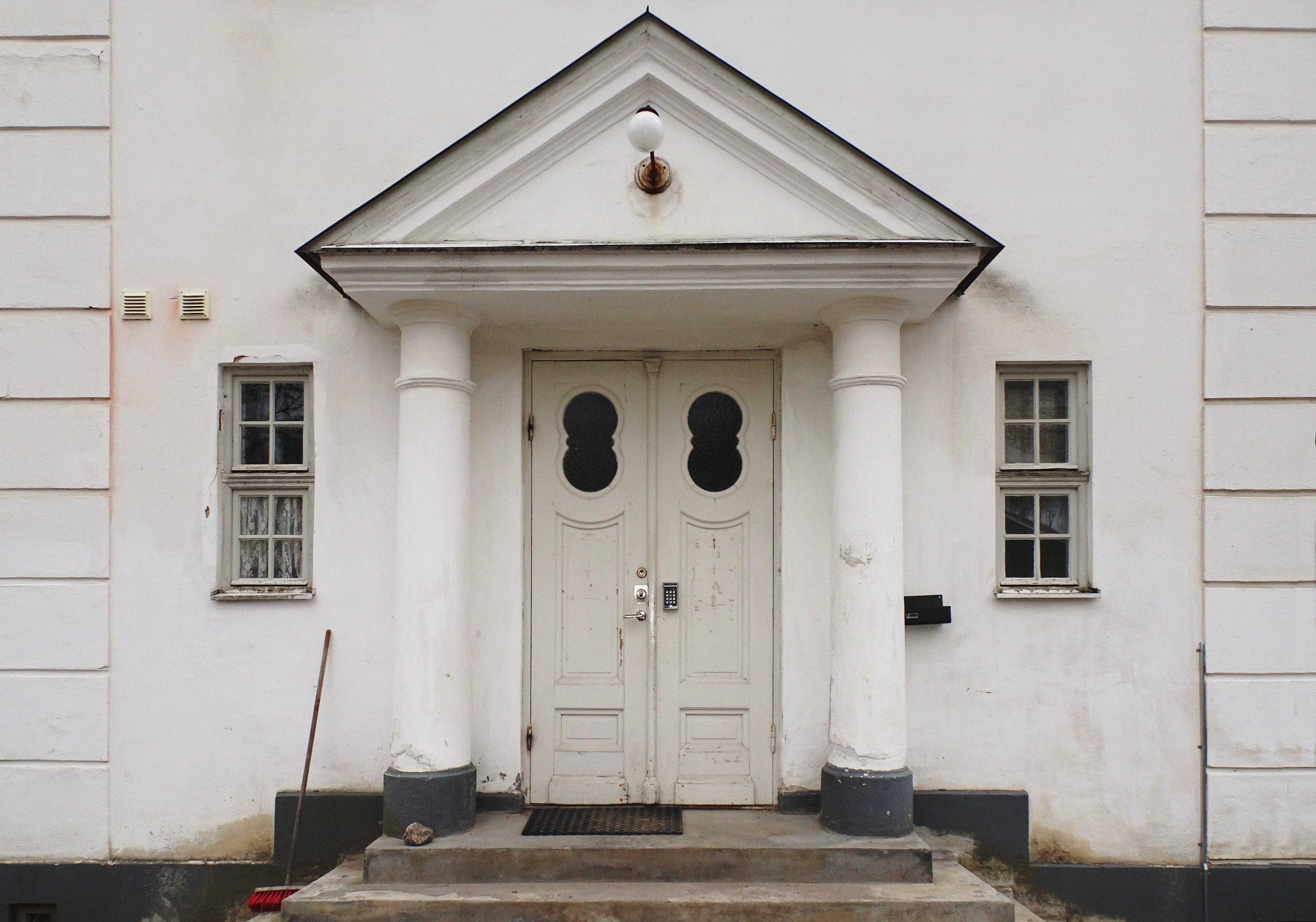
Entréport
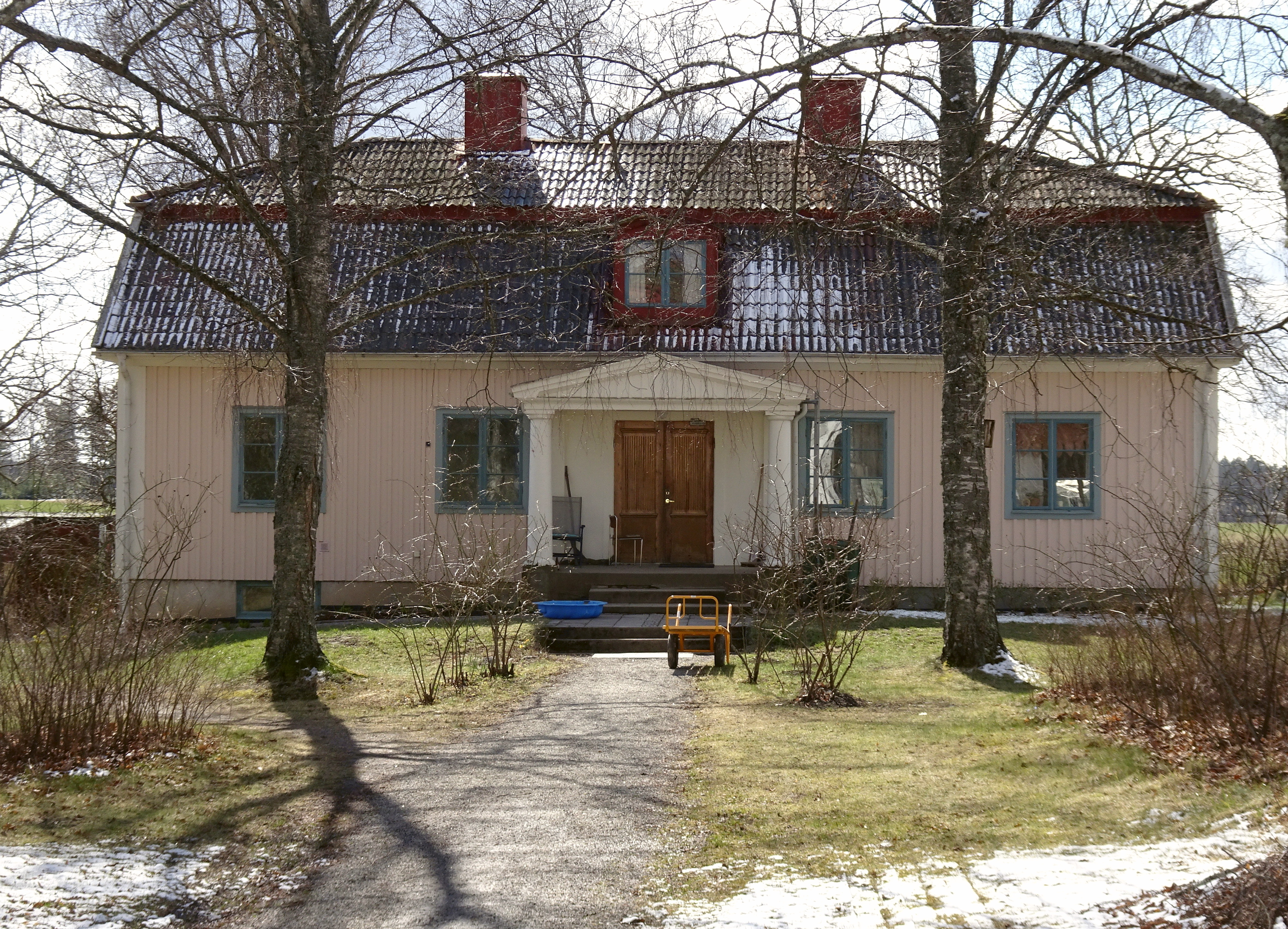
Flygelbyggnad
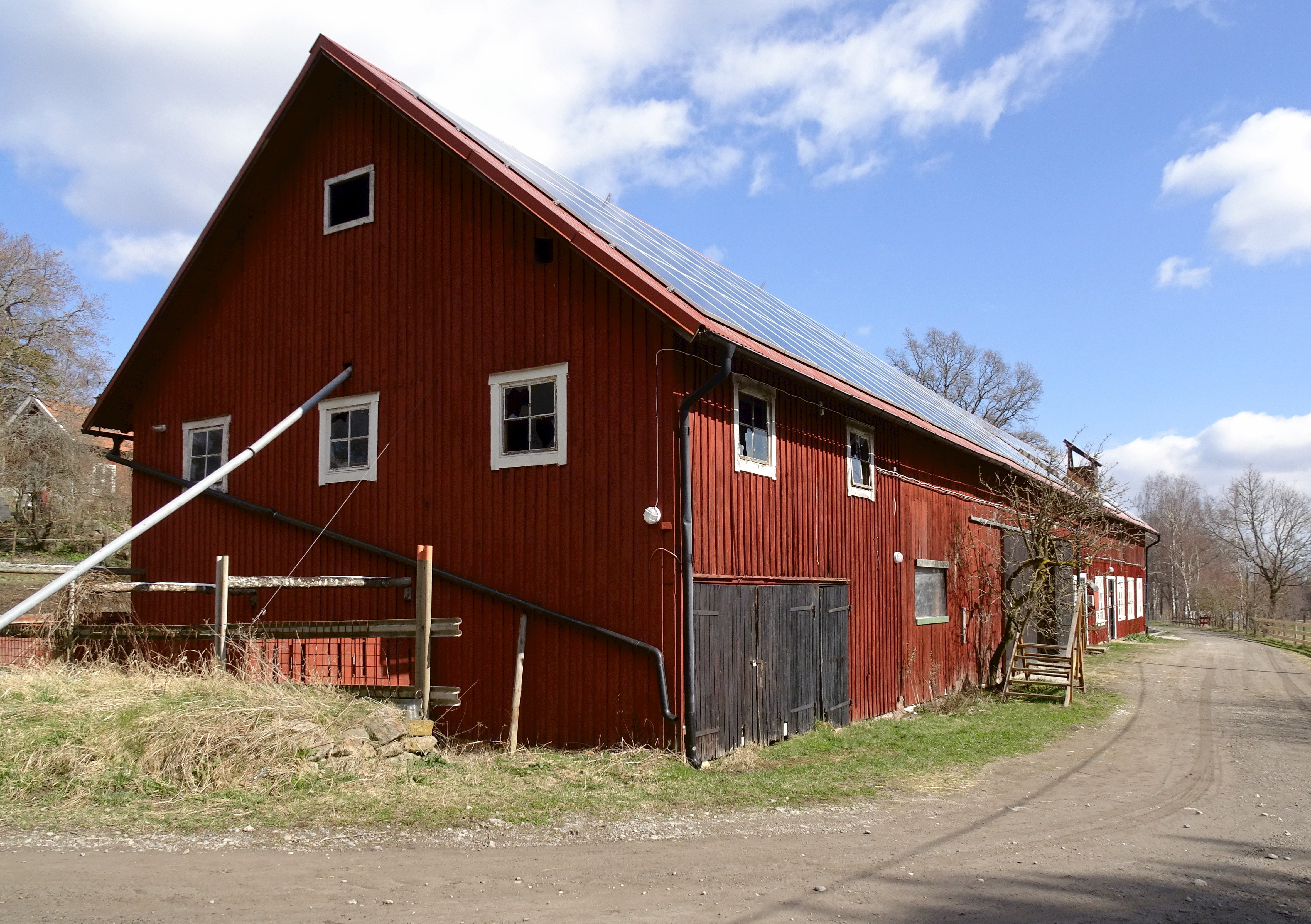
Ekonomibyggnad